# Coco Sily
Fernando Coco Sily (Villa Domínico, 17 de enero de 1964) es un humorista, actor, presentador de televisión, guionista, productor y director teatral argentino.

## Biografía
Estudió teatro en Argentina y España.
En la primera etapa de la radio Excelsior fue parte del legendario programa El loco de la colina con su personaje "Fernanda". También participó de su breve paso por la mañana de la AM en RBA (Radio Buenos Aires). Posteriormente, trabajó en radio Mitre como guionista y humorista durante casi cinco años.
En televisión actuó junto a figuras como Tato Bores (en Tato, la leyenda continúa y Good show), Guillermo Francella, Antonio Gasalla y Carlos Carlín Calvo en programas como 0-99 Central y Los Roldán. Como guionista de televisión escribió ciclos como ¿Son o se hacen? e Infómanas. Junto con el actor cordobés Daniel Aráoz creó la obra de teatro Ataque de pánico.
Después de esa experiencia, que protagonizaron y produjeron, quisieron apostar al circuito comercial y Aráoz lo llamó al Negro Fontanarrosa. Le dijo que querían hacer algo adaptando algún cuento suyo. El Negro le dijo: «Perfecto, leé los libros y sacá el cuento que quieras». Aráoz le replicó que no, que quería cuentos inéditos. Así empezaron a construir una amistad a la distancia.
En 2003 hizo el programa de medianoche Compatriotas con Sily, por Canal 7. En 2007 produjo los ciclos Cuentos de Fontanarrosa y Tinta argentina por el mismo canal. 
En teatro trabajó en la puesta de obras de distintos autores contemporáneos, y en la última etapa de Áryentains (1 y 2) y La cátedra del macho argentino.
En 2010 trabaja en radio con Elizabeth Vernaci en Tarde negra (con su columna sobre «La cátedra del macho»), y junto a Alejandro Dolina en La venganza será terrible. Ese mismo año comienza a coconducir el programa Animales sueltos junto a Alejandro Fantino y Pamela David a la medianoche por América TV.
En 2011 participa del falso documental Recordando el show de Alejandro Molina por Encuentro y Canal 7. Participó del primer capítulo de Tiempo de pensar, unitario protagonizado por Andrea del Boca en Canal 7. Ese mismo año es conductor del programa Código Sily, que fue emitido en Pop Radio 101.5 hasta diciembre de 2020 de 13:00 a 16:00 junto con Ludmila Gurchenco  Martín Pugliese y Luis Piñeyro.
En 2012 fue cantante de la banda Los Caniches de Perón, con otros músicos.
En febrero de 2021, fue conductor en los mediodías de Radio 10.
En 2022 fue conductor de Noche Demente junto a Carla Conte y Diego Golombek, por la TV Pública. Un programa de estilo “talk show” en donde entrevistaban de forma descontracturada a personalidades de la tv, cine, teatro, música, radio, etc.
Desde 2024 conduce Deconstrui2 junto a Diego Pérez por Canal 9.
En 2025 comenzó una nueva temporada de Código Sily junto a Delfina Sciannamea, Diego Arvilly y Milton Ré por Pop Radio 101.5 de 13:00 a 16:00.

## Vida privada
Fanático del club Huracán del barrio porteño de Parque Patricios. Vive en Buenos Aires, está divorciado y tiene cuatro hijos: Dana (1992), Sasha (1996), y Bono y Baltasar (gemelos, 2000).

## Carrera
Filmografía según el sitio Cine Nacional:
- 1999: Cóndor Crux, voz
- 2000: Los Pintín al rescate, voz
- 2003: Las moscas (cortometraje).
- 2003: Vivir intentando, como tío de Lissa
- 2006: 1 peso, 1 dólar, como Ricardo Tattarelli
- 2007: Dos amigos y un ladrón, como Manuel
- 2013: Metegol, voz
- 2021: Las valijas llenas de dolares. bolbimoz! como el panqueque

### Televisión

#### El Trece
- El Palacio de la Risa (1994)
- 22, el loco (2001)
- 099 Central (2002)
- Vientos de Agua (2006)

#### Telefé
- Trillizos, dijo la partera (1999)
- Buenos Vecinos (1999)
- Los Roldán (2004)
- Los Vecinos en Guerra (2013)

#### TVP
- Compatriotas (2003-2006)
- Los Cuentos de Fontanarrosa (2007)
- Tiempo de Pensar (2011)
- 70 (2021)
- Noche De Mente (2022-2023)

#### América TV
- RSM (2005-2009)
- Animales Sueltos (2009-2015)
- Víndica (2011)
- Polémica en el Bar (2020)

#### Encuentro
- Recordando El Show de Alejandro Molina (2011)

#### C5N
- La Cátedra (2015)

### Radio
Radio Mitre
- El club de la tarde

Rock & Pop
- Tarde negra

Radio 10
- La venganza será terrible
- Fuerte al medio[7]

Radio Nacional
- La venganza será terrible

Pop Radio 101.5
- Código Sily

Extra FM 107.5
- Dios los cría

### Teatro
- La cátedra del macho argentino (guionista, actor, director).
- Áryentains (actor).
- Áryentains 2 (actor)[8]
- Demoledores (actor). 2017.